# Barbazzano
Barbazzano è un rione della città di Pagani.

## Storia
Il toponimo Barbatianu è citato nei documenti del Codice Diplomatico Cavese a partire dall'VIII secolo.
Si ipotizza che sia stata una colonia romana fondata in onore del proconsole Cornelio Scipione Barbatus, da qui il nome del nuovo insediamento Barbatianus.
Durante il medioevo e parte del rinascimento costituì un'università autonoma della città di Nocera dei Pagani. Tale università esisteva già nei primi anni del ‘300 quando sono documentati dei contrasti sulla ripartizione delle tasse tra le classi di cittadini più popolari e le famiglie dominanti (soprattutto i De Marinis e i Rapicano).
A causa delle crescenti difficoltà finanziarie, che derivavano dalla scarsa popolazione, nel 1625 l'Università di Barbazzano fu costretta ad unificarsi con quella di Pagani, ma i suoi cittadini si sentirono sempre un corpo estraneo ai loro vicini e successivamente ottennero una nuova divisione, che si protrasse fino al 1806, quando le Università furono abolite e il territorio fu diviso in cinque comuni autonomi. Da allora Barbazzano fa parte stabilmente del comune di Pagani.

## La chiesa di San Sisto
L'antica chiesa di San Sisto sarebbe già testimoniata nell'VIII secolo, sorta, sempre secondo una non meglio precisata tradizione popolare, in luogo della chiesa di Santa Maria ad Martyres lì dove avrebbero trovato la morte i fratelli martiri nucerini Felice e Costanza (poi traslati nella chiesa del Corpo di Cristo a Pagani).